# Giselle Mc William
Giselle Marie Mc William (Curaçao, 4 augustus 1971) is een Curaçaos politica en sedert 5 februari 2023 politiek leider van de Movementu Alsa Nashon (MAN) en de eerste vrouw in deze rol. Zij is lid van de Staten van Curaçao en was in 2017 korte tijd statenvoorzitter. In het kabinet-Rhuggenaath werd zij tijdelijk benoemd tot minister van Economische Ontwikkeling.

## Biografie
Giselle Mc William is de dochter van Donald McWilliam en Mayra Sperwer en kleindochter van William Rufus Plantz en John de Jongh, twee prominenten uit de politieke geschiedenis van de Nederlandse Antillen. Ook is zij nicht (oomzegger) van PNP-coryfee, Rufus Mc William. Zij doorliep het Radulphus College in Willemstad en ging verpleegkunde studeren aan het Instituto pa Formashon den Enfermeria. Mc William begon haar carrière als operatiekamerassistente en werd vervolgens hoofd operatiekamer van het Taams Kliniek en het Advent Ziekenhuis. Later studeerde zij rechten aan de Universiteit van de Nederlandse Antillen en werkte ze als journalist voor La Prensa en radio Z-86.
Op 22-jarige leeftijd zette Mc William haar eerste stappen in de politiek als lid van de pas opgerichte sociaalprogressieve jongerenpartij Avanse. Toen besprekingen met de PAR voor samenwerking en integratie mislukten trok de partij zich terug uit de statenverkiezingen van 25 februari 1994. In 2012 deed zij voor het eerst mee aan verkiezingen namens de PNP, doch behaalde onvoldoende persoonlijke stemmen voor een zetel. Na de partij enige tijd verlaten te hebben trad zij in 2016 toe tot de MAN. Bij de statenverkiezingen van 2016 werd zij gekozen tot statenlid. Mc William was van 16 januari 2017 tot 17 februari 2017 voorzitter van de Staten van Curaçao, de eerste vrouw in dit ambt.
Na de val van het kabinet-Koeiman vormden twaalf parlementariërs onder leiding van Gerrit Schotte (MFK) een interim-kabinet in de aanloop naar de verkiezingen op 28 april 2017. Het Blok van 12 wilde de verkiezingen laten annuleren en door blijven regeren met het interim-kabinet. In het parlement liepen de spanningen dusdanig hoog op, dat in de vergadering op 23 februari 2017 Mc William een klap in het gezicht kreeg van statenlid Jacinta Constancia. Kort daarvoor had zij opmerkingen gemaakt over de ‘mondkapjesfraude’, waarbij Constancia betrokken is als verdachte. Mc William deed aangifte bij het OM wegens lichamelijke mishandeling terwijl haar partijgenoot, Elsa Rozendal, een klacht indiende wegens bedreiging van haar persoon. Later deed ook Schotte namens MFK aangifte tegen Mc William omdat zij zich tijdens een persconferentie na het klapincident schuldig had gemaakt aan smaad, laster, lasterlijke aangifte en bedreiging.
Mc William behield na de statenverkiezingen van 2017 haar statenzetel en werd in mei gekozen tot ondervoorzitter van de staten. Als parlementariër diende zij op 3 oktober 2017 een initiatiefwet in die toeziet op het dierenwelzijn. Tezamen met Stephen Walroud (PAR) diende zij in juni 2019 een wetsvoorstel in om het homohuwelijk mogelijk te maken, en daarmee lostten de beide parlementariërs een na afloop van de Curaçao Pride 2018 gedane belofte in. Op 27 augustus 2019 werd Mc William beëdigd als minister van Economische Ontwikkeling en werd de eerste vrouw in dit ambt in Land Curaçao. Zij was tot 22 mei 2020 de opvolger van Steven Martina, die als minister terugkeerde nadat hij op 21 februari 2019 tijdelijk was afgetreden vanwege een strafrechtelijk onderzoek. Haar statenzetel werd tijdelijk ingenomen door MAN-partijvoorzitter, Yves Schoop.

## Persoonlijk
In 1992 nam Mc William deel aan de Miss Curaçao-schoonheidswedstrijd. Het uitroepen van Elsa Rozendal tot winnares mondde uit in een rel, waarbij Mc William de betrouwbaarheid, onpartijdigheid en deskundigheid van de jury in twijfel trok. Zij distantieerde zich van de einduitslag en gaf de volgende dag de haar uitgereikte prijzen terug.
Mc William is gehuwd. Ze werd in 2020 beschuldigd van nepotisme toen bekend werd dat haar dochter Chanel Thijssen deel uitmaakt van het COVID-19-crisisteam. Thijsen wees deze suggestie in een ingezonden stuk van de hand; ze stelde de functie op eigen kracht verkregen te hebben.